# Mopaneastrild
Mopaneastrild (Glaucestrilda thomensis) är en fågel i familjen astrilder inom ordningen tättingar.

## Utseende och läte
Mopaneastrilden är en liten och vackert grå astrild med svart stjärt och röd övergump som syns mycket väl i flykten. Hanen har rött och svart under stjärten, medan honan är mycket blekare och gråare undertill. Arten är mycket lik svartstjärtad astrild, men är ljusare grå, med skärt på näbben. Bland lätena hörs stigande visslingar.

## Utbredning och systematik
Fågeln förekommer från västra Angola till nordvästligaste Namibia (Cunene River). Den behandlas som monotypisk, det vill säga att den inte delas in i några underarter.

### Släktestillhörighet
Mopaneastrild astrild placeras traditionellt i släktet Estrilda, men lyfts numera vanligen ut till släktet Glaucestrilda efter genetiska studier som visar att den liksom nära släktingarna lavendelastrild och svartstjärtad astrild står närmare vitkindad astrild (Delacourella capistrata, tidigare i Nesocharis'’).

## Levnadssätt
Mopaneastrolden hittas i torrt skogslandskap och savann, bland annat i mopane. Arten är skygg och anspråkslös i sitt leverne och ses vanligen i småflockar.

## Status och hot
Arten har ett stort utbredningsområde, men tros minska i antal, dock inte tillräckligt kraftigt för att den ska betraktas som hotad. Internationella naturvårdsunionen IUCN listar arten som livskraftig (LC).